# Chytonix propecida
Chytonix propecida är en fjärilsart som beskrevs av Emilio Berio 1976/77. Chytonix propecida ingår i släktet Chytonix och familjen nattflyn. Inga underarter finns listade i Catalogue of Life.